# بادي ميرفي
بادي ميرفي (بالإنجليزية: Buddy Murphy)‏ هو مصارع محترف أسترالي، ولد في 1 مارس 1988 في ملبورن في أستراليا.

## وصلات خارجية
- بادي ميرفي على موقع دبليو دبليو إي (الإنجليزية)
- بادي ميرفي على موقع WrestlingData.com (الإنجليزية)
- بادي ميرفي على موقع CageMatch worker (الإنجليزية)
- بادي ميرفي على موقع قاعدة بيانات المصارعة على الإنترنت (الإنجليزية)
- بادي ميرفي على موقع عالم المصارعة على الإنترنت (الإنجليزية)
- بادي ميرفي على موقع عالم المصارعة على الإنترنت (الإنجليزية)

- بادي ميرفي على موقع IMDb (الإنجليزية)
- بادي ميرفي على موقع قاعدة بيانات الفيلم (الإنجليزية)